# Montiano
Montiano (Muncin in romagnolo) è un comune italiano di 1 679 abitanti della provincia di Forlì-Cesena in Emilia-Romagna.

## Geografia fisica
Montiano è situato sulle propaggini dell'Appennino cesenate, su un crinale a cavallo delle valli dei torrenti Pisciatello e Rigossa, a  9 km a sud-est da Cesena.

## Storia
Fu possedimento degli arcivescovi di Ravenna e poi del vicariato di Sant'Arcangelo di Romagna (1371).  
Diventa possedimento dei Malatesta alla fine del XIV secolo. Saccheggiato nel 1355 dal forlivese Ludovico degli Ordelaffi, torna pochi anni dopo sotto la Curia di Ravenna. Nel 1566 per volontà di papa Pio V viene ceduto ai Malatesta del ramo di Sogliano. Giacomo Malatesta (1530-1600), nipote di Sigismondo, fa costruire l'imponente rocca e la porta di accesso al borgo, conosciuta oggi come Arco degli Spada.
Gli anni del XVI e il XVII secolo sono fra i più importanti per la storia del paese. Viene costruita la chiesa parrocchiale di Sant'Agata e pochi anni dopo, agli inizi del 1600, la chiesa di San Francesco assieme all'attiguo convento dei frati minori.
Estintosi il ramo dei Malatesta, Montiano passa alla famiglia Spada di Bologna. 
Nel 1797 ritorna sotto il dominio diretto della Santa Sede, che lo regge fino all'Unità d'Italia.

### Simboli
L'attestazione più antica dello stemma è del XVIII secolo. Lo si trova descritto negli Stemmi della Legazione di Forlì nell'anno 1851: troncato d'azzurro e di rosso, alla testa umana bifronte con una faccia femminile e una maschile, al naturale e attraversante sul tutto.
Il monte sormontato dalla testa di Giano bifronte è un'arma parlante e riprende l'ipotesi nata sei secoli fa che il nome del borgo derivasse da Mons Jani, Monte di Giano da cui Montiano.
Il gonfalone è un drappo di bianco leggermente appuntato.

## Monumenti e luoghi d'interesse
- Chiesa parrocchiale di Sant'Agata (sec. XV) contenente una pala di G. Modigliani (1609)
- Arco "Galeffi"
- Arco "Spada"
- Centro culturale Polivante " San Francesco"
- Chiesa dei tre monti
- Oratorio della Madonna del Castello
- Palazzo Cattoli
- Rocca Malatestiana

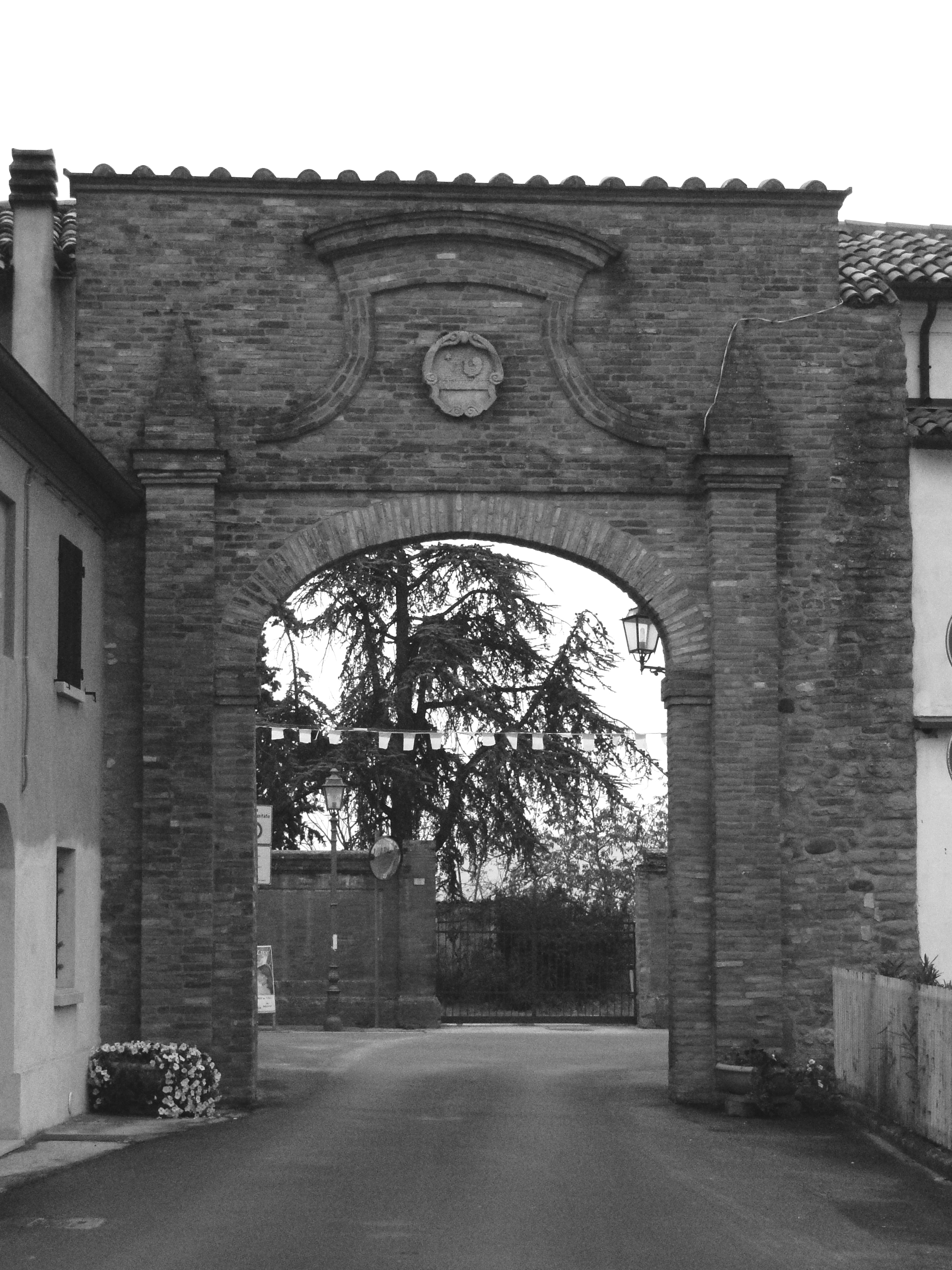
L'Arco Galeffi
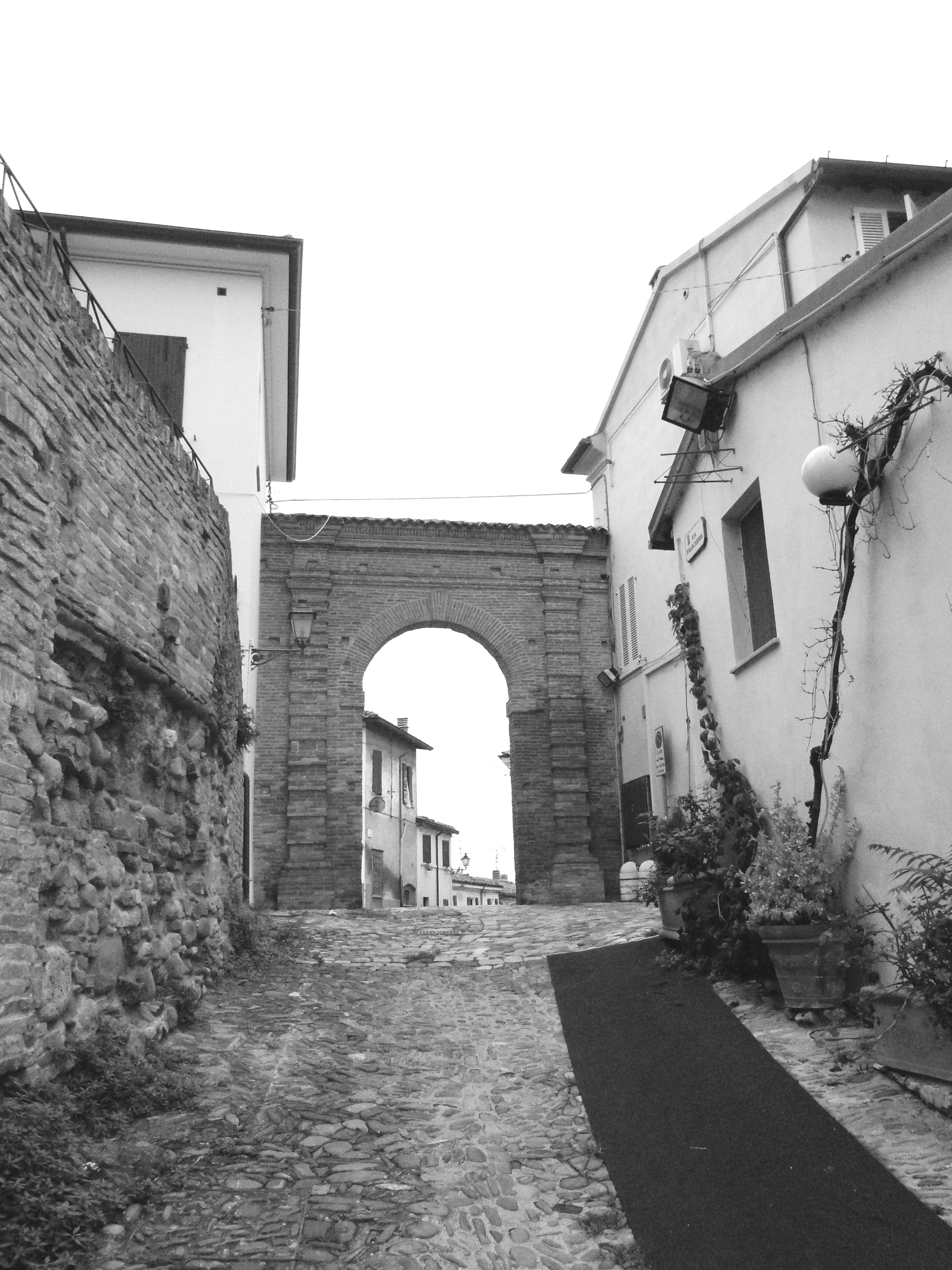
L'Arco Spada
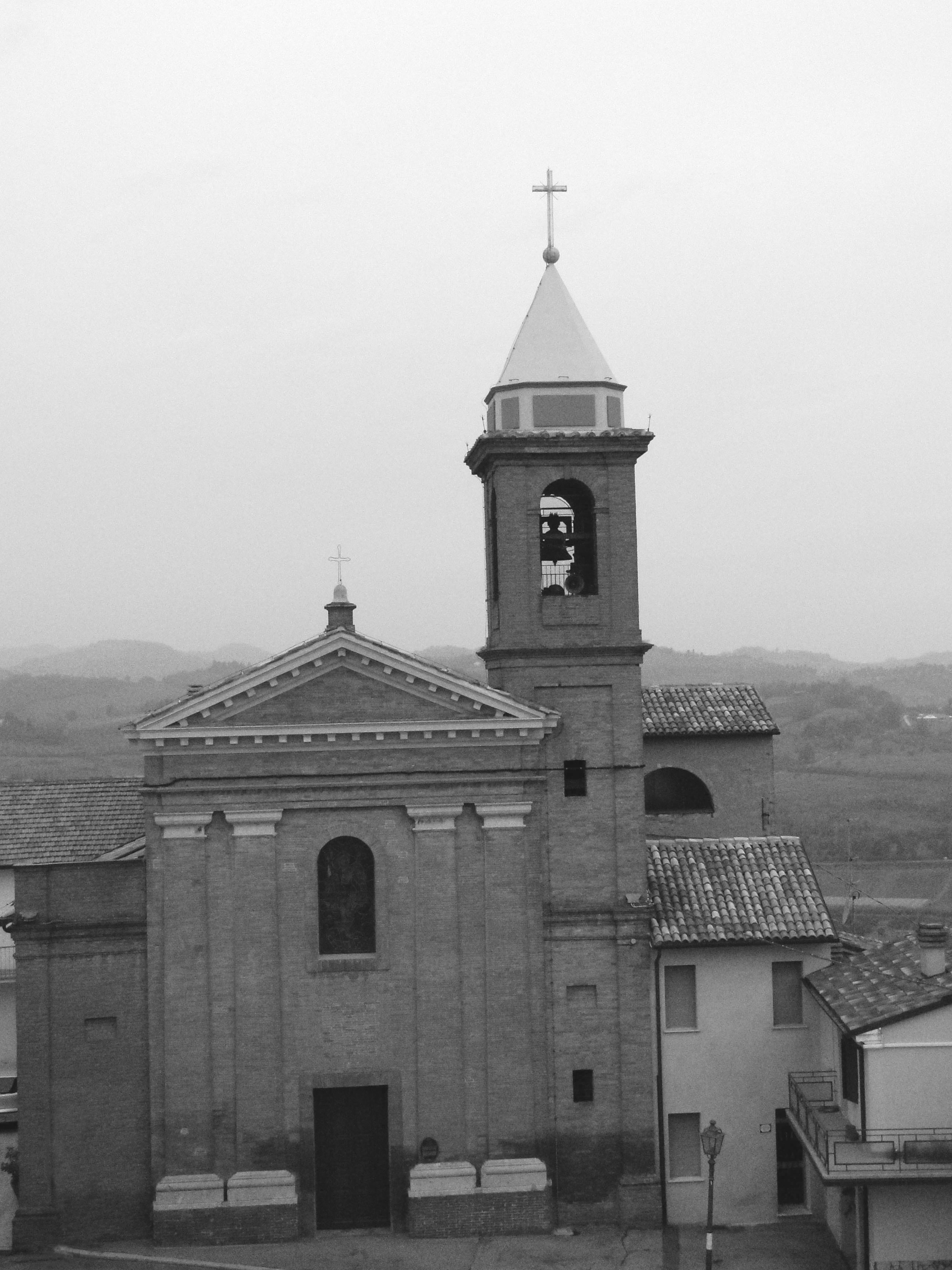
La Chiesa parrocchiale

## Società

### Evoluzione demografica
Abitanti censiti

### Etnie e minoranze straniere
Secondo i dati ISTAT al 31 dicembre 2009 la popolazione straniera residente era di 120 persone. Le nazionalità maggiormente rappresentate in base alla loro percentuale sul totale della popolazione residente erano:
Bulgaria 45 2,65%
Marocco 20 1,18%

## Economia
L'economia del comune è basata prevalentemente sull'agricoltura con vigneti e oliveti, frutta, ortaggi e cereali. Presenti attività manifatturiere nei settori meccanico e della lavorazione del legno.

## Amministrazione
Di seguito è presentata una tabella relativa alle amministrazioni che si sono succedute in questo comune.
| Periodo           | Periodo          | Primo cittadino     | Partito                                                        | Carica  | Note   |
| ----------------- | ---------------- | ------------------- | -------------------------------------------------------------- | ------- | ------ |
| 25 settembre 1944 |                  | Tizio Sirri         |                                                                | Sindaco |        |
| 17 marzo 1945     |                  | Primo Baldisserri   |                                                                | Sindaco |        |
| 7 aprile 1946     |                  | Giuseppe Magnani    |                                                                | Sindaco |        |
| 14 aprile 1950    |                  | Secondo Faedi       |                                                                | Sindaco |        |
| 27 maggio 1951    | 1956             | Paolo Ferri         |                                                                | Sindaco |        |
| 1956              | 1960             | Giovanni Ghirardi   |                                                                | Sindaco |        |
| 6 novembre 1960   | 22 novembre 1964 | Aldo Zagnoli        |                                                                | Sindaco |        |
| 1964              | 1975             | Luigi Berretti      |                                                                | Sindaco |        |
| 1975              | 1980             | Vittorio Farebegoli |                                                                | Sindaco |        |
| 1980              | 11 luglio 1985   | Giuseppe Magnani    |                                                                | Sindaco |        |
| 11 luglio 1985    | 28 maggio 1990   | Giuseppe Magnani    | Partito Comunista Italiano                                     | Sindaco | [ 11 ] |
| 28 maggio 1990    | 15 maggio 1991   | Giuseppe Magnani    | Partito Democratico della Sinistra, Partito Comunista Italiano | Sindaco | [ 11 ] |
| 15 maggio 1991    | 24 aprile 1995   | Valerio Meneghelli  | Partito Democratico della Sinistra                             | Sindaco | [ 11 ] |
| 24 aprile 1995    | 14 giugno 1999   | Giorgio Faedi       | lista civica                                                   | Sindaco | [ 11 ] |
| 14 giugno 1999    | 14 giugno 2004   | Giorgio Faedi       | centro-sinistra                                                | Sindaco | [ 11 ] |
| 14 giugno 2004    | 8 giugno 2009    | Giuliano Gasperini  | lista civica                                                   | Sindaco | [ 11 ] |
| 8 giugno 2009     | 26 maggio 2014   | Fabio Molari        | lista civica                                                   | Sindaco | [ 11 ] |
| 26 maggio 2014    | 27 maggio 2019   | Fabio Molari        | lista civica Per Montiano                                      | Sindaco | [ 11 ] |
| 27 maggio 2019    | in carica        | Fabio Molari        | lista civica Per Montiano                                      | Sindaco | [ 11 ] |